# 霍克森宝藏
52°20′N 1°11′E / 52.333°N 1.183°E
霍克森宝藏（英語：Hoxne Hoard），是1992年11月16日在英国英格兰萨福克郡霍克森发现的一个英国罗马时期晚期金银窖藏，该窖藏被霍克森的当地农民埃里克·劳斯（Eric Lawes）用金属探测器发现，现藏于伦敦大英博物馆，主要藏品和部分其他藏品在该馆永久性展出。该窖藏包括14,865枚四世纪末、五世纪初的古罗马金银币和铜币和大约200件银质餐具和黄金首饰，是英国已发现的同时期金银窖藏中最大的，也是在原罗马帝国各地区发现的四、五世纪金银币文物中数量最多的。1993年，宝藏估价委员会对其估值是175万英镑（合2021年379萬英镑）。
根据宝藏中的钱币，推测其埋藏时间在407年不列颠作为罗马省份结束之后。宝藏原本的所有者以及当时的埋藏原因仍不明确，不过从包装的精致程度和内容的丰富程度可以推断其所有者家境富裕。由于其中没有大型银器和常见珠宝，该宝藏可能仅仅是原主财富的一部分。
霍克森宝藏中的黄金体链和包括皇后胡椒罐在内的镀银胡椒罐均是非常罕见的文物。宝藏的发现令考古学家提高了对金属探测器的重视程度，并促使英国修改了与发掘宝藏相关的法律规定。

## 发掘历史

### 发现和初步挖掘
1992年11月16日，该宝藏被发现于萨福克郡霍克森村西南约2.4（1.5英里）处的一个农场的田里。当时农田租用人彼得·沃特林在田里丢了一把锤子，请朋友埃里克·劳斯帮忙寻找，劳斯是一个退休的园丁和业余金属探测爱好者。劳斯使用金属探测器搜寻到那块田时，发现了银匙、黄金首饰和大量的金银币。在发现了几件文物之后，由于没有进一步发掘的许可，他和沃特林通知了土地所有者（萨福克郡议会）和警方。
次日，萨福克考古单位的一队考古学家对现场进行了紧急挖掘，整个宝藏当日就被发掘了出来，几大块相连的材料被送到研究室。考古人员对发现点周围方圆30（98英尺）的地方都用金属探测器搜寻了一遍，彼得·沃特林丢掉的锤子也被找到并捐赠给了大英博物馆。
宝藏都集中在一处，即一个腐烂的木箱子里面。箱内的物品是分类摆放的，例如勺子、碗之类的被放置在了一起；其他物品也被用按照类别装入内盒等方式进行了分类。虽然一些物品曾受到了穴居动物和耕作的扰动，但整体上扰动的总量是很少的。由于通知及时，专业考古人员在原位置对宝藏进行了发掘，使确定文物在容器内的原始布局和确定容器本身的存在提供了可能。
宝藏挖出后被运至大英博物馆。随后宝藏消息走漏，11月19日《太阳报》头版报导並刊登了劳斯和他的金属探测器的照片。尽管宝藏的全部内容和价值还不清楚，但该报宣称这宝藏价值1000万英镑。为应对突如其来的曝光，大英博物馆于11月20日在馆内进行了新闻发布会宣布该发现。不过很快媒体就失去了对该宝藏的兴趣，大英博物馆在没有媒体进一步干扰的情况下对宝藏进行整理、清洁和加固。在发现后一个月内，初步的清理和保养完成。

### 勘察与评估

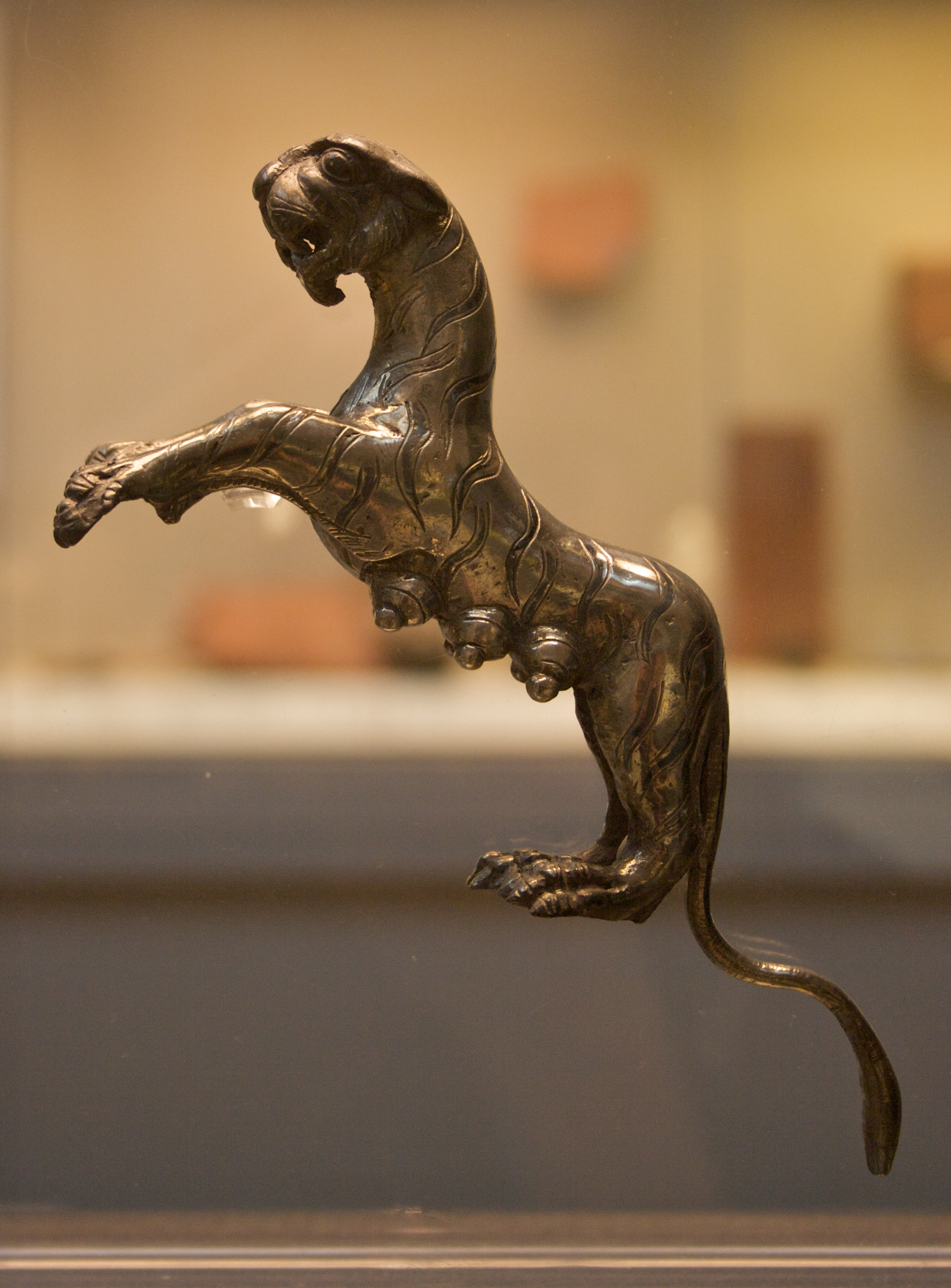
尽管“霍克森虎”仅仅是一个未知物件的把手，但却是霍克森宝藏15,000多件文物中最知名的一件。

1993年9月3日，霍克森宝藏在洛斯托夫特接受勘验，被确认为“无主埋藏物”，也就是说埋藏者原本是希望把它临时埋起来，并打算重新挖出来的。根据英国习惯法，如果一样东西无人认领的话，它的所有权归国家。但是，当时的习惯做法是，如果有人发现和上报了一个宝藏，将有希望得到一笔与宝藏市场价值相当的金钱奖励，这笔钱由希望得到该宝藏的国家机构支付。1993年11月，无主埋藏物估价委员会为该宝藏的估价是175万英镑（相当于2021年的379萬英镑），这也是付给发现者劳斯的钱数。劳斯与沃特林分享了这些奖金。三年后，议会通过1996年宝藏法案，允许土地所有者、租户、宝藏发现者分享奖金。

### 随后的考古调查
在发现宝藏的田地被翻耕后的1993年9月，萨福克郡议会考古部门又勘探了那块田地，发现了4枚金币和81枚银币，这些也被视为是宝藏的一部分。同时，也发现了一些铁器时代到中世纪的文物，但没有证据表明附近曾存在古罗马人的定居点。
1994年，为了应对宝藏发现地附近的非法金属探测活动，萨福克郡议会考古部门开展了进一步发掘。宝藏上一次的发掘坑再次被挖开，在坑的西南角发现了一个柱洞，它可能是埋藏人用来标记位置以便再次找到宝藏用的。此次发掘，清除了发现点周边1000平方米内10厘米厚的土壤用来分析，并用金属探测器探查金属文物，共找到了335件罗马时期的文物，主要是钱币，及一些盒子饰件。此外，还发现了几列青铜时代晚期或铁器时代早期的柱洞，它们可能组成了一座建筑物，但仍没有发现罗马时期的建筑特征。
1994年的发掘中发现的硬币分布在一个以宝藏发现点为中心，东西方向长达20米的椭圆里。这种布局被解释为1990年代宝藏所在农田深耕引起的扰动造成的。

## 发现的物品
霍克森宝藏共计有黄金3.5千克和白银23.75千克，主要物品为金银钱币和首饰。该宝藏被放置在一个木箱里面，箱子主要或全部由橡木制成，所测得的尺寸约为60×45×30cm。在箱子中，一些物品被盛放在紫杉木和樱桃木的小盒子里，而其他的则被羊毛布或干草包裹。发掘时，箱子和内盒已经几乎完全腐烂，但仍有箱子的一些碎片和部件留存。

### 硬币
霍克森宝藏中有569枚“索里德”金币，年代在瓦伦提尼安一世时期（364年–375年）到霍诺留时期（393年–423年）之间；还有14,272枚银币，包括60枚“美利阿能斯”银币和14,212枚“西利克”银币，年代在君士坦丁二世时期（337年–340年）到霍诺留时期；另有24枚“努缪姆”铜币。
作为罗马统治不列颠后期最重要的硬币发现，该宝藏包含了当时硬币的所有主要面额，并且有很多带有典型的罗马统治不列颠后期的剪边样式的银币。唯一一次罗马统治不列颠时期金币的大规模发现是1780年或1781年发现的艾镇宝藏，但它缺乏发掘记录。最大的罗马-不列颠时期单一宝藏是包含54,951枚三世纪硬币的库内蒂奥宝藏，但它主要是几乎不含贵金属的低纯度辐射币。2010年在萨默塞特出土的弗罗姆宝藏中，有52,503枚253年至305年间的硬币，同样几乎都是低纯度银币和青铜币。在利比亚的米苏拉塔、法国埃夫勒（100,000枚）和克罗地亚科明（300,000枚）曾发现更大的罗马钱币宝藏。
“索里德”金币重量均接近理论上的4.48g（1⁄72罗马磅），其黄金成色可达99%。宝藏中索里德金币的总重量几乎等于8罗马磅，这表明这些金币应该是通过重量而非枚数来计量的。对“西利克”银币的分析表明其含银量在95%到99%之间，其中成色最高的是368年货币改革后的。428年的西利克银币是当地仿制的，但含银量达到了当时官铸西利克的标准。不过，也有少量的以基础金属为芯，外面镀一层银的粗制滥造的仿制币。

#### 传播和铸造
硬币是霍克森宝藏中唯一可以确定年份和产地的物件，宝藏中所有金币和很多银币上都带有铸造时在位皇帝的名字和肖像。因为当时罗马各地铸币厂的铸币在风格上都是相同的，所以大多数铸币都会使用造币厂标记来表明各自的铸造地。霍克森宝藏中的硬币已查明的产地有14个，它们分别是：特里尔、阿爾勒、里昂、拉文納、米兰、罗马、锡斯西亚、塞尔曼、塞萨洛尼基、君士坦丁堡、基齐库斯、尼科米底亞和安提阿。
这些硬币的铸造时间涵蓋了三個連續的罗马王朝，由早至晚分別是：君士坦丁王朝、瓦伦丁尼安王朝，和狄奥多西王朝。由于罗马具有统治集体制度（Consortium imperii），可能有多个皇帝同时在位。各個皇帝下辖的造币厂会分别铸造带有彼此名字的硬币，东罗马和西罗马的皇帝们在位时间的交错使某一个皇帝在他在位时会改变铸币风格。宝藏中发现的最晚的铸币是西罗马统治者弗拉维乌斯·奥古斯都·霍诺留（393–423）和他的争位者君士坦丁三世（407–411）的，而且铸币的风格符合与408年去世的东罗马皇帝阿卡狄奧斯共同在位时期的，所以这些硬币是属于他们在位初期的。因此，这批宝藏的埋藏时间不会早于408年。
宝藏中的“西利克”银币主要是在帝国西部的高卢和意大利等地的造币厂打制的。造成这种结果的原因目前还不清楚，不知道是因为更东方的银币很少通过贸易流通到不列颠，还是因为东部的造币厂很少打制西利克银币。硬币的制造似乎与当时朝廷的位置有关，例如，特里尔硬币主要是在367年之后打制，可能与格拉提安迁都特里尔有关。
| 铸造地     | 364–367年 | 367–375年 | 375–378年 | 378–388年 | 388–395年 | 394–402年 | 402–408年 | 合计 |
| ---------- | --------- | --------- | --------- | --------- | --------- | --------- | --------- | ---- |
| 阿奎莱亚   |           |           |           |           |           |           | 2         | 2    |
| 君士坦丁堡 |           |           |           | 4         |           | 1         |           | 5    |
| 里昂       |           |           |           |           | 5         |           |           | 5    |
| 米兰       |           |           |           | 15        | 6         | 367       |           | 388  |
| 拉文纳     |           |           |           |           |           |           | 54        | 54   |
| 罗马       |           |           |           |           | 1         |           | 38        | 39   |
| 塞尔曼     |           |           |           |           | 8         |           |           | 8    |
| 塞萨洛尼基 | 1         |           |           |           |           |           |           | 1    |
| 特里尔     |           | 6         | 6         | 8         | 58        |           |           | 78   |
| 合计       | 1         | 6         | 6         | 27        | 78        | 368       | 94        | 580  |

#### 银币的剪边
该宝藏中的每一枚“西里克”银币几乎都被剪成了相同的直径。虽然剪边币在罗马帝国其他地区十分罕见，但这在英国发现的同时期罗马银币中是非常典型的。剪边处理一般保留正面的君主肖像，但通常会破坏造币厂标记、钱文和背面的图像。
剪边的原因仍具有争议，可能的解释包括：欺诈，维持金银币的比率，官方在保持货币流通量的同时尝试得到新的银块等。
霍克森宝藏中大量的剪边币为考古学家详细观察货币剪边的程序提供了可能。这些银币明显是为防止破坏肖像而正面朝上剪切的。350年后的银币剪边的平均程度已大致相同。
- 未剪边的西里克银币
- 部分剪边的西里克银币
- 过度剪边的西里克银币

### 黄金首饰

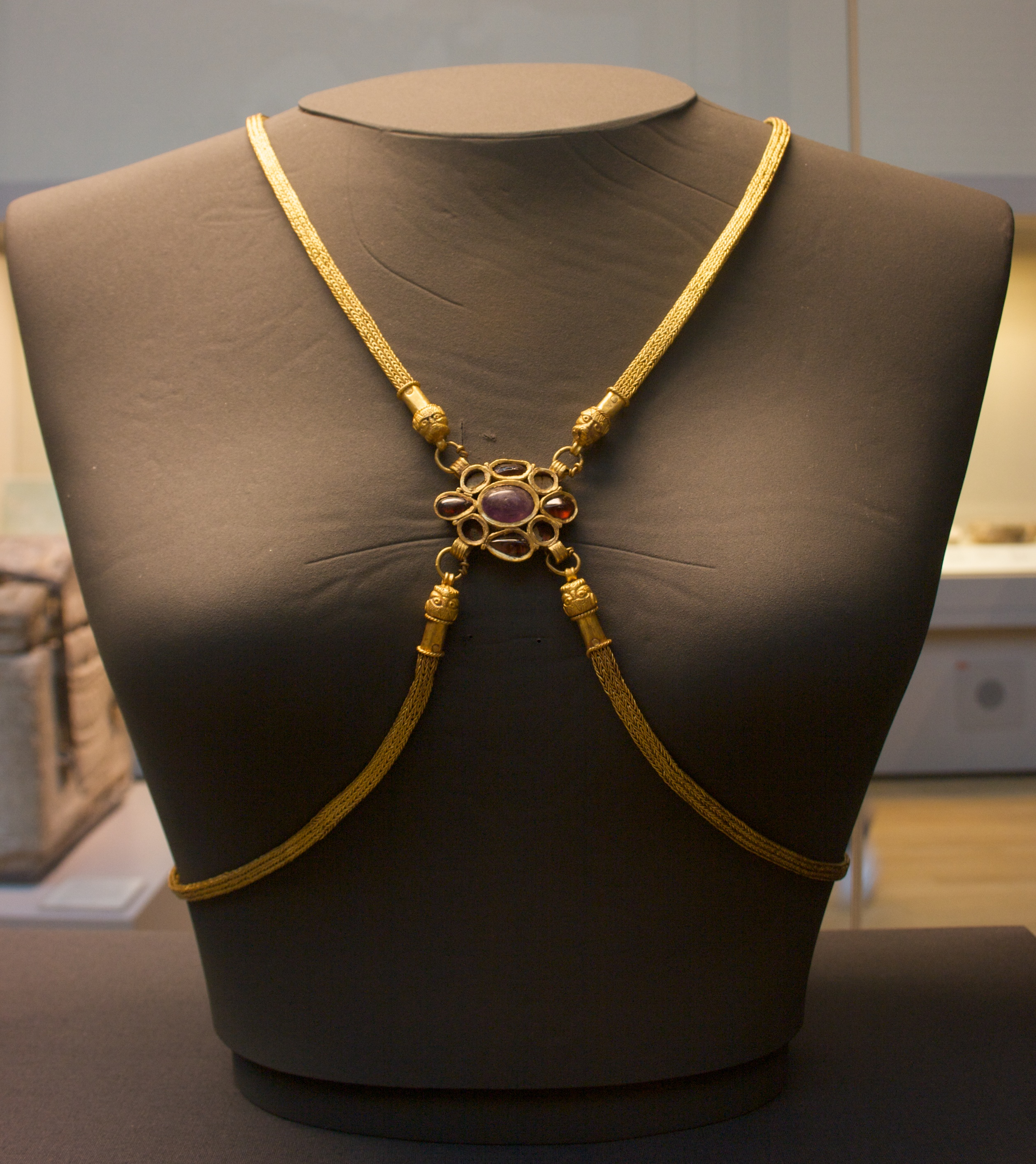
霍克森宝藏中黄金体链的正面，镶嵌着一枚紫水晶和四枚石榴石，四个空格子原先可能是珍珠

霍克森宝藏中的首饰都是黄金的，而且除了金币外，宝藏中的所有黄金物件也是都是首饰。虽然有几件戒指之类的是不分男式女式的，但没有哪一件是明确为男式的。该宝藏中共有一条体链、六条项链、三只戒指和十九只手镯。黄金首饰的总重约1（2.2英磅），这些首饰的平均黄金纯度为91.5%（约22克拉），其他金属主要是少量的银和铜。
该宝藏中最重要的黄金文物就是那条体链，该体链由四条使用在现代珠宝中被称为“狐尾”的“环中环”方式制成的金链子构成，四条链子在正面和背面分别通过一个块状组件连接。正面的连接组件呈狮头形状，并带有镶嵌宝石的格子，宝石的中间是一颗较大的紫水晶，周围由四个较小的石榴石和四个空格子间隔环绕，空格子可能是原来镶嵌的珍珠腐烂后留下的。背面连接的是一枚格拉提安索里都斯金币，格拉提安是375年－383年在位的罗马西部皇帝，这个金币当时已经退出了流通，可能是作为传家的挂件留下来的。这种类型的体链常见于罗马的艺术品上，有时会出现在女神维纳斯或小仙女身上；虽然有些是出现在情色背景中，但也被体面的贵妇穿戴。体链可能被视为一个合适送给新娘的礼物。若紧贴身体佩戴，霍克森体链适合胸围尺寸为76-81厘米（30-32英寸）的女性。留存下来的体链非常少，但大英博物馆内还藏有一条埃及出土的非常完整的拜占庭早期的体链。

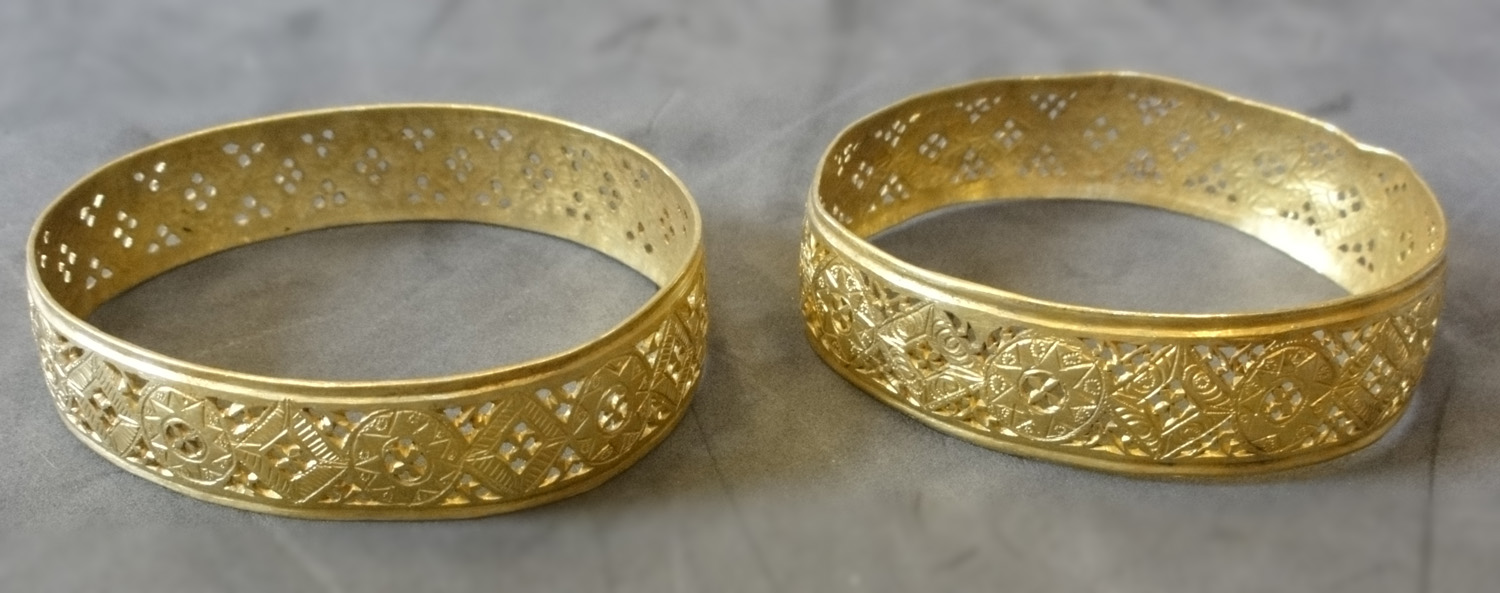
黄金镂空手镯

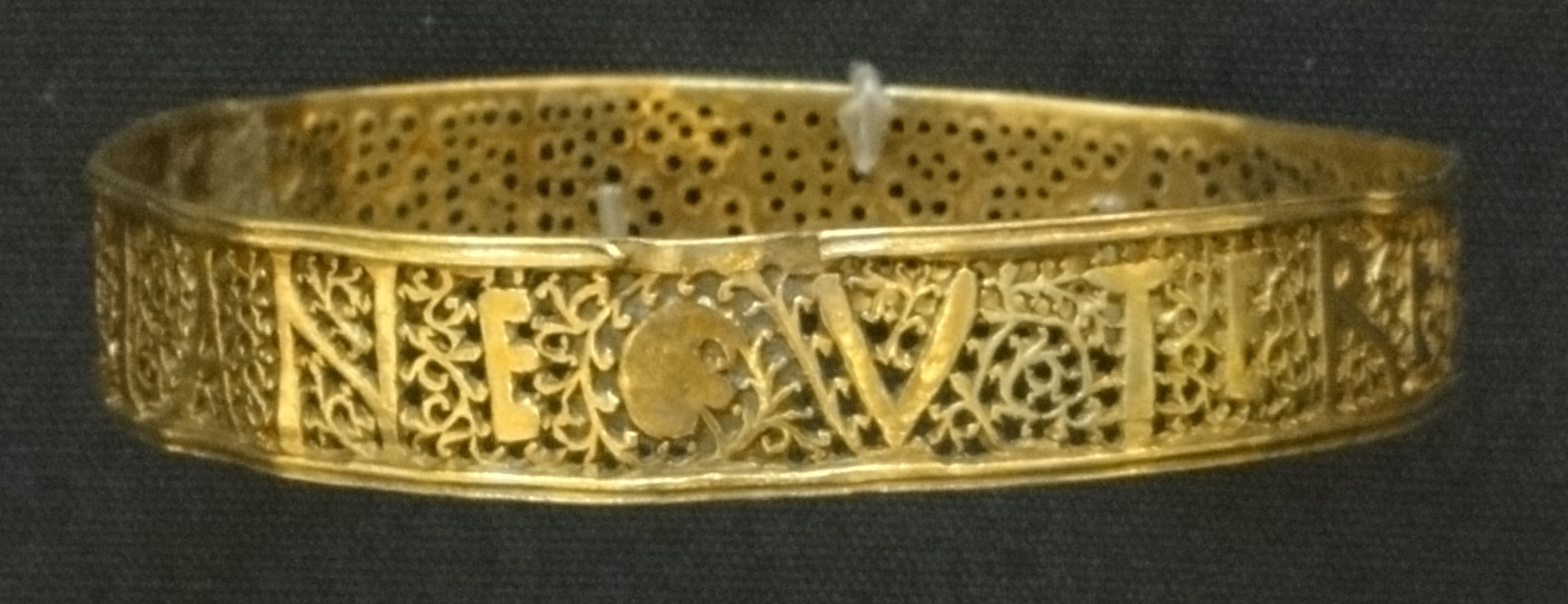
带有铭文的手镯

项链中一条带有狮子头状的链端，一条带着抽象的海豚，其他的四条都是普通的环式项链。四条普通项链中的一条在对扣的地方有一个凯乐符号（☧），这是霍克森首饰上唯一的基督教标记。罗马时期，类似长度的项链在佩戴时一般带有坠饰，但发现的所有霍克森项链均不带坠饰。三只戒指最初应镶嵌有天然宝石或有色玻璃碎片等宝石，但在埋藏前被取了下来，可能是再利用了。戒指的设计相近，一个的戒面是椭圆形，一个是圆形的，还有一个是椭长形的。
宝藏中共有19只手镯，其中有三套黄金手镯，每套四只。尽管相似的手镯传世的很多，但每套四只的非常罕见；它们可能是每只胳膊带两个，也可能是由两个相关的妇女共享。一套饰有波纹状凹槽，另外两套带有几何图案镂空。另外有五只手镯上带有狩猎场景，该场景是帝国后期常见的纹饰，其中三只是通过镂空体现的，两只是通过錾刻体现的。有一只首饰是宝藏中唯一一件带铭文的黄金物件，其铭文为拉丁语的，意为“用者好运，朱莉安夫人”。“utere felix”（也作“uti felix”）是源自罗马不列颠时期的一个最常见的祝福语，用于祝愿好运、幸福和欢乐。
这些首饰可能属于当时一个富有女性或家族极少佩戴使用的备用品，当时常见的胸针、吊坠、耳环等在宝藏中均没有出现。带有宝石的也很少，而当时流行佩戴宝石。大英博物馆的罗马时期英国方面的前高级策展人凯瑟琳·约翰推测宝藏主人当时佩戴的和心爱的首饰应该没有被埋藏起来。

### 银质物品

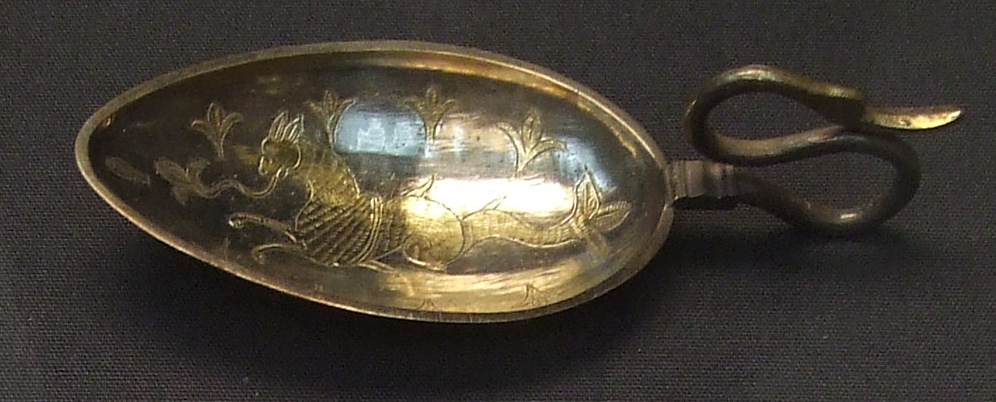
带有神秘海洋生物的镀银天鹅勺

霍克森宝藏宝藏中含有100件白银和镀银的物件；当然，由于一些碎片无法计数，这个数字并不十分确切。它们包括：一个跃起雌虎的塑像（它也被称为霍克森虎，可能是壶或灯的把手），四把胡椒罐，一个杯子，一个瓶子，四个碗，一个小盘子以及98把汤匙和长柄勺。杯子和瓶上都装饰有类似的茎叶图案，且瓶上有三条镀上的波纹线。相比之下，小碗和盘子都是光面的，据推测宝藏的主人应该拥有更多这样的物品，可能包括在其他窖藏中发现的那种大型盘子。很多物件上带有局部镀金强化的纹饰，在当时利用汞来贴金已经很常见了。

#### 胡椒罐

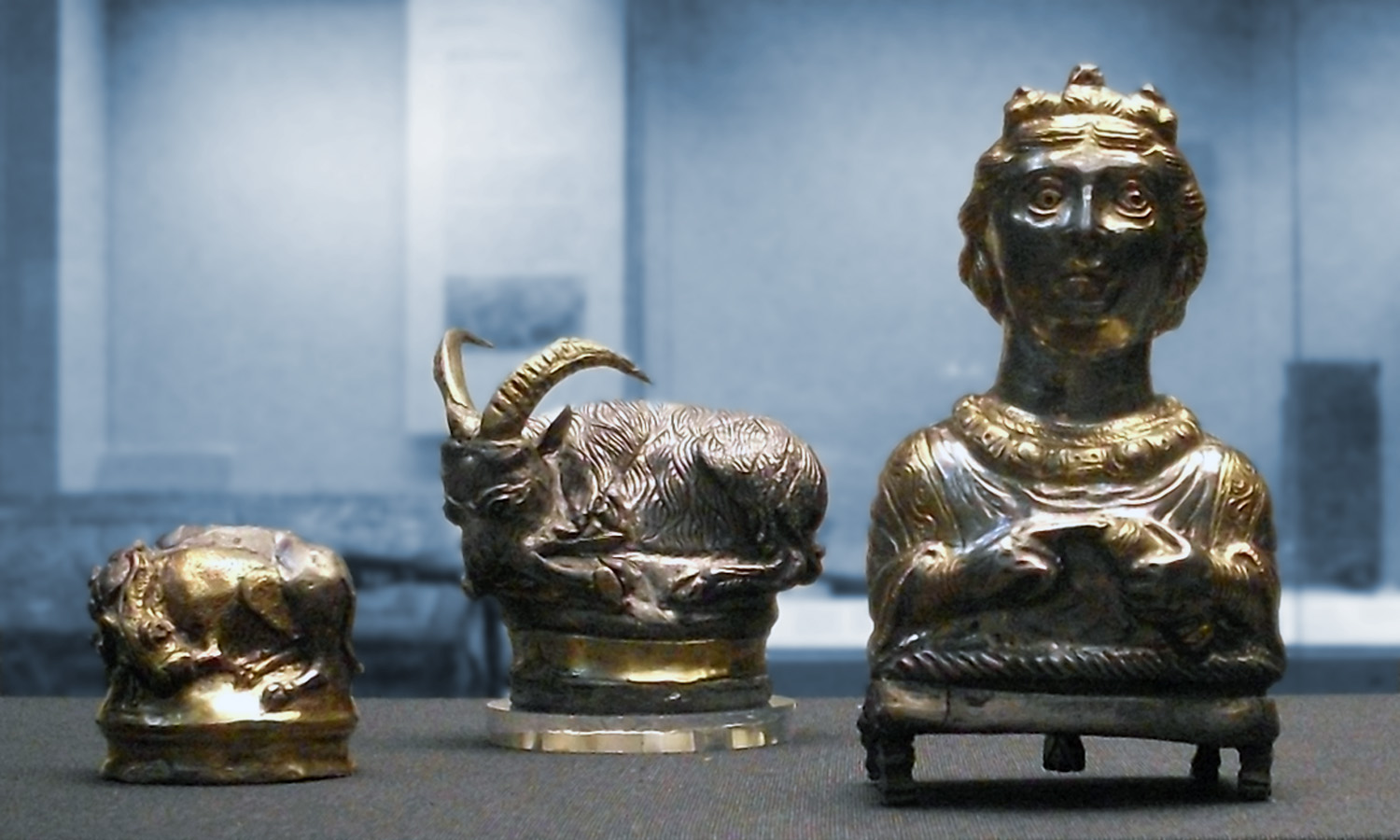
胡椒罐

霍克森宝藏中共有4只调料罐（piperatoria），其中被称为“皇后胡椒罐”一只刻画精细的富有妇人或贵族妇女形象的调料罐迅速成名。这个妇女的头发、首饰和衣着都刻画得非常精细，一些细节还用镀金的方式进行了强化。她的左手握着一个卷轴，给人一种教育和财富的印象。宝藏中的其他调料罐，一个是海格力斯和安泰俄斯像，一个是山羊，一个是兔子和猎犬。尽管这些调味品罐未必都是装胡椒的，但它们被分类成了胡椒罐。该宝藏中所有的胡椒罐内部都有一个可以控制底部开孔大小的转盘。当底部的孔完全打开时，可以用一个漏斗来向里面填充调味品；而部分打开时，可以通过摇晃来给食物和饮品添加调味品。
一般认为，这些胡椒罐当时最有可能盛放的调味品是黑胡椒，但胡椒仅仅是这些容器盛放的大量昂贵的高级调味品的一种。这些调料罐在同风格的罗马银餐具中十分少见，而且根据约翰所称，霍克森的这些发现“明显地丰富了该风格的时间范围、类别和样品”。1990年代在三个北部省遗址发现的矿化黑胡椒，以及文德兰达木版上采购两迪纳厄斯胡椒的记载，证明了这一时期胡椒的贸易和使用。 同时代的考古遗址中已经发现的香料物種包括芫荽、罂粟、芹菜、莳萝、夏香薄荷、芥菜籽和小茴香。

#### 其他银质文物

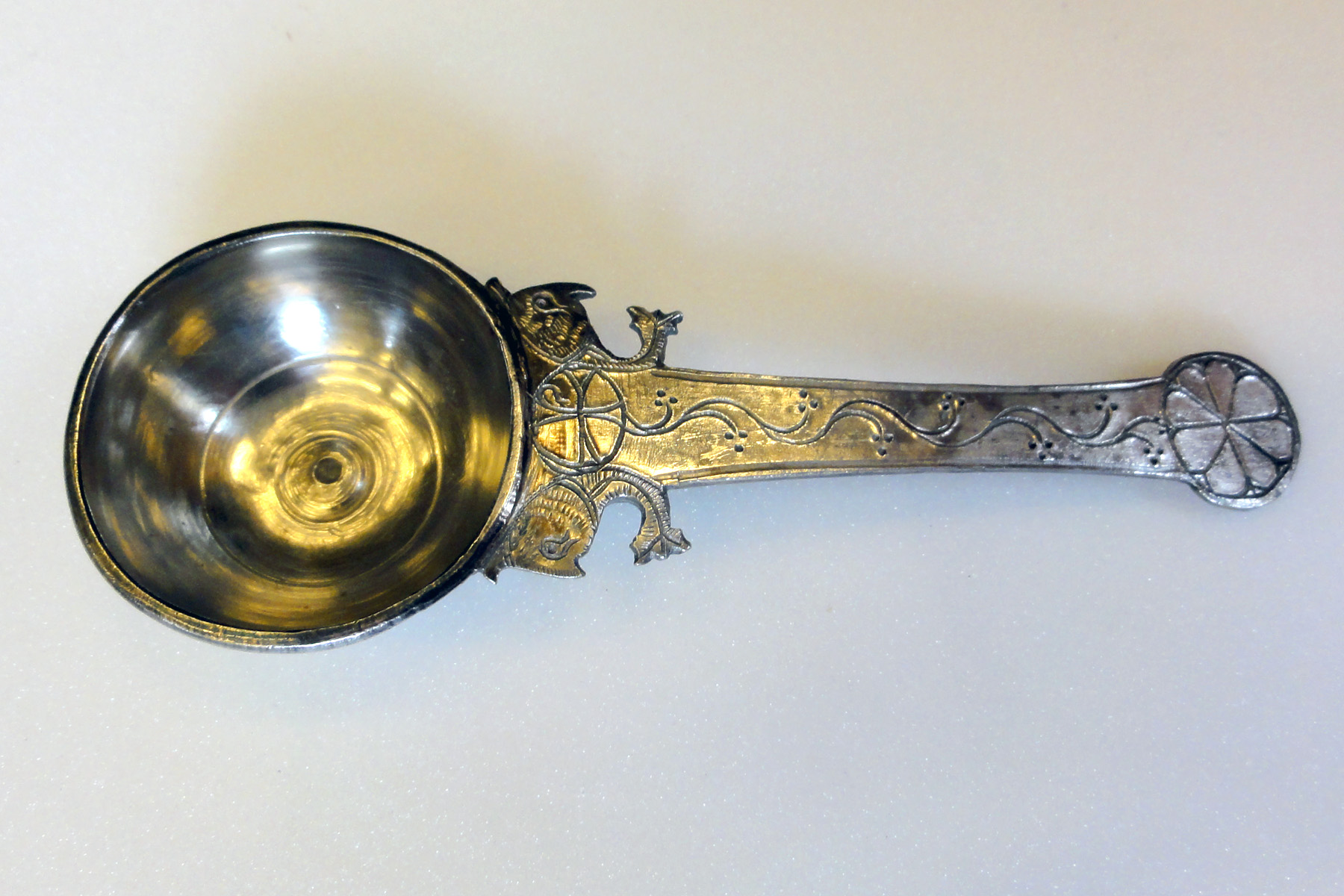
一把长13 cm的长柄勺，带有凯乐符号和海兽图案

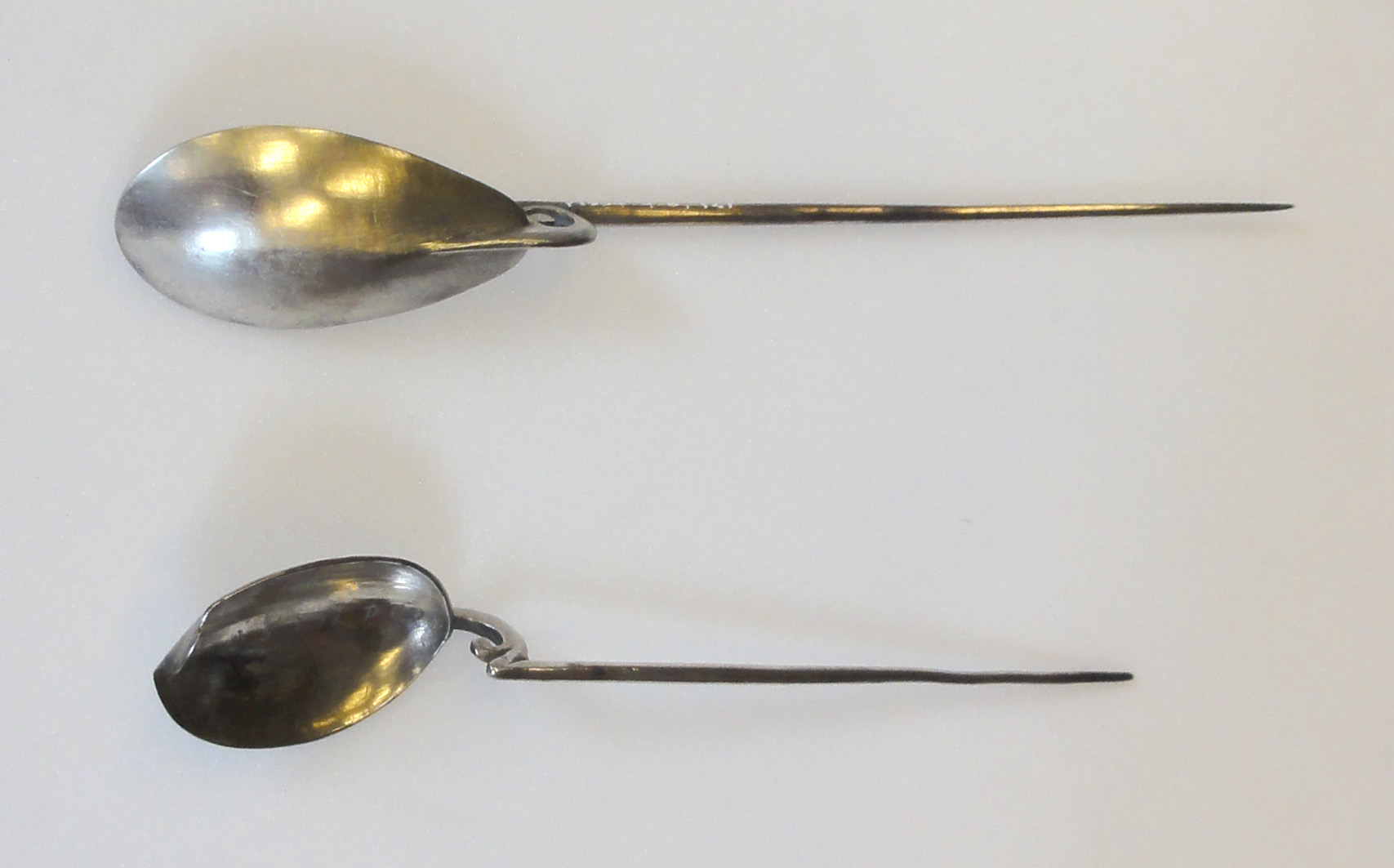
两把针柄勺

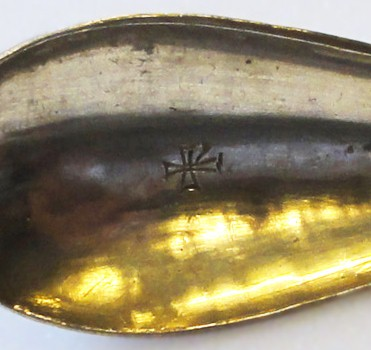
勺头上的基督教标识

霍克森宝藏中出土的银质物件中有一个母虎形状的铸像，重480克（17盎司），头尾长15.9（6.3英寸）。它原先应该是焊接在什么器皿上充当手柄用的；在它后爪底下发现了锡的痕迹，它后爪上还有一个光滑的凹形曲面。审美上，它看起来非常赏心悦目，在后爪平放的时候，它的头、背、臀、尾形成了一个约45°的蛇形曲线。通过身下的六个乳房可以清楚地分辨出它的性别。它后背装饰得很仔细，而下面却完成的很敷衍。它的斑纹使用双刻线表示的，刻线之间镶嵌有黑色的乌银，但在多数地方镶嵌都不是和刻线吻合的。无论是它细长的身子，还是它身上的条纹分布，都不能明确它的物种；它脊背上有一条沿脊柱从头部一直延伸到尾根的长条纹，这是虎斑猫而非老虎的特征。它尾巴上没有条纹，而且尾巴末梢还像狮子一样变粗了，这些都不是老虎的特征，但在罗马艺术的虎形象中非常常见。
霍克森宝藏中还出土了大量的勺子，其中有多达51把的针柄勺，这种小勺的勺头比较浅，而勺柄很长，手柄从与勺头连接处开始逐渐变细，最后在末端变成一个尖，当时罗马人的餐桌还没有叉子，这种勺子的柄可以用来扎蛋之类的食物。另外，还有23把天鹅勺，这种勺子非常罕见，有一个大而浅的勺头和短短的鸟头形勺柄；以及大约20把深圆勺或小勺子和漏勺。许多勺子上都装饰有抽象图案，一些还有海豚或奇异海兽的图案。很多勺子上还饰有基督教标记，如十字架、凯乐符号，以及阿耳法和敖默加符号。正如常见的罗马银匙一样，很多勺子上都有拉丁铭文，一般是主任名字或者祝愿主人长寿的祝福语。霍克森宝藏全部银质餐具上的铭文共计出现了Aurelius Ursicinus、Datianus、Euherius、Faustinus、Peregrinus、Quintus、Sanctus和Silvicola八个人的名字，其中七个是在勺子上，另一个是在杯子上。出现最多的名字是“Aurelius Ursicinus”，它出现在了五把针柄勺和五把长柄勺上。铭文中出现的人是不是都与埋藏宝藏有关，或者当时是否还在世都是未知的。
虽然这些铭文中仅有“[V]IVASINDEO”（vivas in deo）一个是明确与基督教相关的，但其他一些银匙上的人名后面加一个“vivas”或“vivat”的铭文，在其他罗马后期宝藏中也被识别为基督徒所用；例如米尔登霍尔宝藏发现的五把勺子，其中三把带有凯乐符号，而另两把带有“vivas”铭文（分别是PASCENTIA VIVAS和PAPITTEDO VIVAS）。祝福语“Vir bone vivas”在塞特福特宝藏的一把勺子上也曾出现过，但塞特福德宝藏的勺子上大多是其他宗教的铭文。霍克森宝藏中出现的铭文没有与基督教之外的其他宗教相关的，所以宝藏原来应该来自一个或多个基督教家庭。通常假定带有凯乐符号的汤匙和带有“vivas in deo”祝福语的汤匙是在洗礼仪式或圣餐仪式中使用的，但也并不确切。
| 银质餐具上的铭文  | 银质餐具上的铭文 | 银质餐具上的铭文        | 银质餐具上的铭文                   | 银质餐具上的铭文                                 |
| 编号              | 铭文             | 转写                    | 英文翻译                           | 备注                                             |
| ----------------- | ---------------- | ----------------------- | ---------------------------------- | ------------------------------------------------ |
| 1994,0408.31      | EVHERIVIVAS      | Euheri vivas            | "Euherius, may you live"           | 杯子。人名可能是“Eucherius”或“Eutherius”         |
| 1994,0408.81–83   | AVRVRSICINI      | Aur[elius] Ursicini     | "(property of) Aurelius Ursicinus" | 三把勺子                                         |
| 1994,0408.84–85   | AVRVRSICINVS     | Aur[elius] Ursicinus    | "Aurelius Ursicinus"               | 两把勺子                                         |
| 1994,0408.86–88   | AVRVRSICINI      | Aur[elius] Ursicini     | "(property of) Aurelius Ursicinus" | 三把针柄勺                                       |
| 1994,0408.89–90   | AVRVRSICINI      | Aur[elius] Ursicini     | "(property of) Aurelius Ursicinus" | 两把针柄勺，带有凯乐符号和阿耳法和敖默加符号     |
| 1994,0408.101–102 | PEREGRINVS VIVAT | Peregrinus vivat        | "Peregrinus, may he live"          | 两把勺子                                         |
| 1994,0408.103–105 | QVISSVNTVIVAT    | Quintus vivat           | "Quintus, may he live"             | 三把勺子，铭文有错误，正确的应该为“QVINTVSVIVAT” |
| 1994,0408.106     | PEREGRINI        | Peregrini               | "(property of) Peregrinus"         | 针柄勺                                           |
| 1994,0408.107–110 | SILVICOLAVIVAS   | Silvicola vivas         | "Silvicola, may you live"          | 一套四把的针柄勺                                 |
| 1994,0408.115     | PER PR           | Per[egrinus] Pr[imus] ? | "Peregrinus Primus"                | 勺子                                             |
| 1994,0408.116     | FAVSTINEVIVAS    | Faustine vivas          | "Faustinus, may you live"          | 勺子                                             |
| 1994,0408.117     | VIRBONEVIVAS     | Vir bone vivas          | "Good man, may you live"           | 勺子                                             |
| 1994,0408.122     | [V]IVASINDEO     | Vivas in deo            | "May you live in god"              | 针柄勺                                           |
| 1994,0408.129     | SANC             | Sanc[tus]               | "Sanctus"                          | 针柄勺                                           |
| 1994,0408.133     | DATIANIAEVIVAS   | Datiane vivas           | "Datianus, may you live"           | 针柄勺，铭文有错误，正确的应该为“DATIANEVIVAS”   |

| 没有铭文的餐具上的符号 | 没有铭文的餐具上的符号       | 没有铭文的餐具上的符号 |
| 编号                   | 符号                         | 备注                   |
| ---------------------- | ---------------------------- | ---------------------- |
| 1994,0408.52–61        | 凯乐符号                     | 长柄勺                 |
| 1994,0408.91–100       | 十字架                       | 勺子                   |
| 1994,0408.118–119      | 凯乐符号、阿耳法和敖默加符号 | 勺子                   |
| 1994,0408.135          | 凯乐符号                     | 勺子                   |

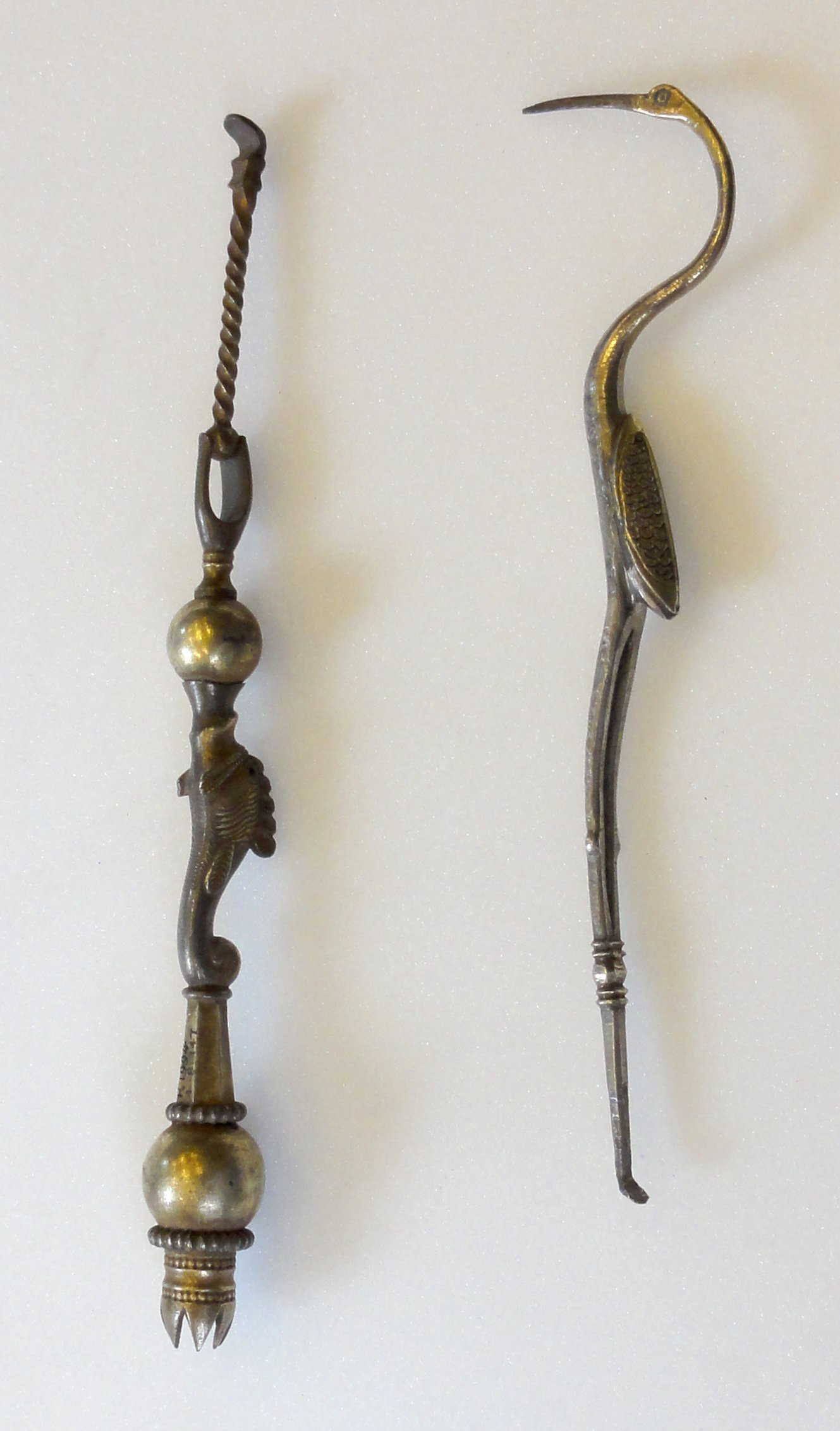
两件洗漱用品：一件为鹤的形状；另一件带空槽的原来可能是化妆刷

还有一些功能不确定的洗漱用小物件，其中一些可能是签，另一些可能是刮刀，还有三支的末端有空槽，可能是刷子的柄。这些物件最可能是用来清洁牙齿或化妆用的，但也存在其他可能性。
所有银器的平均纯度为96%，杂质主要是铜和少量的锌，但也有铅、金和铋等金属的存在。锌可能是在制作是随着黄铜而加入进去的，而铅、金和铋等可能是存在于银矿石中的。

### 铁器和有机材料
宝藏中发现的铁器几乎都是从外木箱的遗骸中发现的，有铁环、铁链、合页等，还有些可能是锁的构件。
有机材料几乎没有随宝藏保存下来，因为多数硬币和宝物是被发现者仓促发掘的，而且可能之前就被农作活动给扰动了。霍克森宝藏中发掘的有机材料包括骨质、木质和其他植物材料，以及皮革等。还发现了一些圆柱形有盖象牙圣体盒的碎屑和大量的骨质碎片。金属物件的附着的木质碎屑属于原产于不列颠的九种不同树种，外箱铁质连接件上的木质痕迹证明箱子原本是用橡木制作的。银锁和合页是出自两个小木盒或首饰盒，一个是樱桃木的，另一个是杉木的。在银碗之间用来衬垫的麦秸和亚麻布的痕迹也有一些保留了下来。发现的皮革则退化严重无法辨识了。

## 出土文物的科学分析
1992年底和1993年初，考威尔和胡克出于法医勘验的要求用X射线荧光光谱仪对宝藏进行了初步的金相分析。所有29件黄金首饰都进行了分析，发现了银和铜的存在。结果符合当时用銅來使银器硬化的常见做法。一个曾修过的碗显示有汞基焊接的痕迹。
黄金镂空大臂钏的背面有赤铁矿的痕迹，这可能是用作红色点缀的。这是该技术在罗马珠宝上已发现和记载的最早的应用实例。 镀金项目上显示有汞的存在，证明了汞镀金技术的使用。银质母虎雕塑身上的黑色镶嵌则展示了黑金技术，但并不是硫化银，而是硫化铅。体链上的石榴石和紫水晶镶嵌槽，以及推定为珍珠的镶嵌位置处发现了作为粘合剂或填料的硫元素。

## 埋藏和历史背景
霍克森宝藏被埋藏于以罗马当局的全省崩溃为标志的不列颠大动荡时期，当时罗马军队大部分都撤离了，而盎格鲁-撒克逊人发起了第一波入侵高潮。五世纪之交，为应对西哥特人对意大利的攻击，斯提里科将军将拉埃提亚、高卢和不列颠尼亚的罗马军队统统召回了。在斯提里科阻挡了西哥特人攻击的时候，面对于406年跨越冰封的莱茵河而蔓延到高卢的苏维汇人、奄蔡人和汪达尔人，西部省份完全处于毫无防御的状态。留着不列颠的罗马军队害怕入侵者穿过海峡，选了一系列的帝王来领导他们防御。
几个月内，前两个皇帝就被不满的士兵处死了，但自称“君士坦丁三世”的第三任皇帝率军渡过英吉利海峡去高卢争夺罗马皇帝之位。他在高卢战胜了“蛮人”之后，411年被忠于霍诺留的部队击败并杀害。同时，君士坦丁的离开将不列颠暴露在了撒克逊和爱尔兰的入侵之下。
410年之后，罗马历史几乎没有提供在英国发生的事件的信息。下一年代的圣耶柔米将410年之后的不列颠描述称“盛产暴君之省”，这表明了不列颠在应对撒克逊等的入侵之时，中央统治的崩溃和地方领导人的崛起。452年，一个高卢编年史作者说那几十年里“已经遭受了各种灾难和不幸的不列颠人在撒克逊人的攻击下人口减少了一半”。

### 埋藏
到底是谁埋藏了霍克森宝藏，又為什麼埋藏了這批寶藏，可能永远都无从得知了。然而，窖藏本身和它所处的环境则提供了一些重要的线索。该窖藏明显是被精心藏好的，与其他的建筑物都有一定的距离。窖藏中的宝物可能仅仅是窖藏主人或主人们所拥有的财富的一部分，很多常见首饰和米尔登霍尔宝藏中所发现的那种大型餐具都没有发现。任何拥有霍克森宝藏如此多宝物的人都不会缺少那些常见首饰和大型餐具，而且拥有这个窖藏的人肯定还拥有土地、牲畜、建筑、家具和服装等财物。霍克森宝藏至少是某个富人的一部分财富，而且可能是一个极其富有的家族的一小部分财富。
文物上“Aurelius Ursicinus”和“Juliane”等名字的出现不能说明他们曾拥有过宝藏的其他部分，也不能说明它埋藏的时间。历史材料中没有一个不列颠的“Aurelius Ursicinus”是符合的。而据222年至235年的记载，罗马的禁卫军中有一位名为“Marcus Aurelius Ursicinus”的人，四世纪末五世纪初的士兵或军官更可能取一个罗马式的名字“Flavius”，而非“Aurelius”。汤姆林曾推测“‘Aurelius Ursicinus’听起来是个老派的名字；它比较合适的一个外省的地主，而非一个军官或政府官员”。
对于霍克森宝藏为什么被埋藏，有着一系列的推论。一种推论认为这个窖藏代表了为保护财产安全的努力，可能是为了应对罗马属不列颠在五世纪初众多剧变中的一个。但这也并不是唯一的推论。考古学家Peter Guest认为这些宝藏被埋藏是因为它们是一个礼物交换体系的部分，并且因为不列颠从罗马帝国分离，他们就不再需要了。还有一种假设是霍克森宝藏是一次抢劫的获利，为了防止被发现而埋了起来。

### 罗马后期宝藏

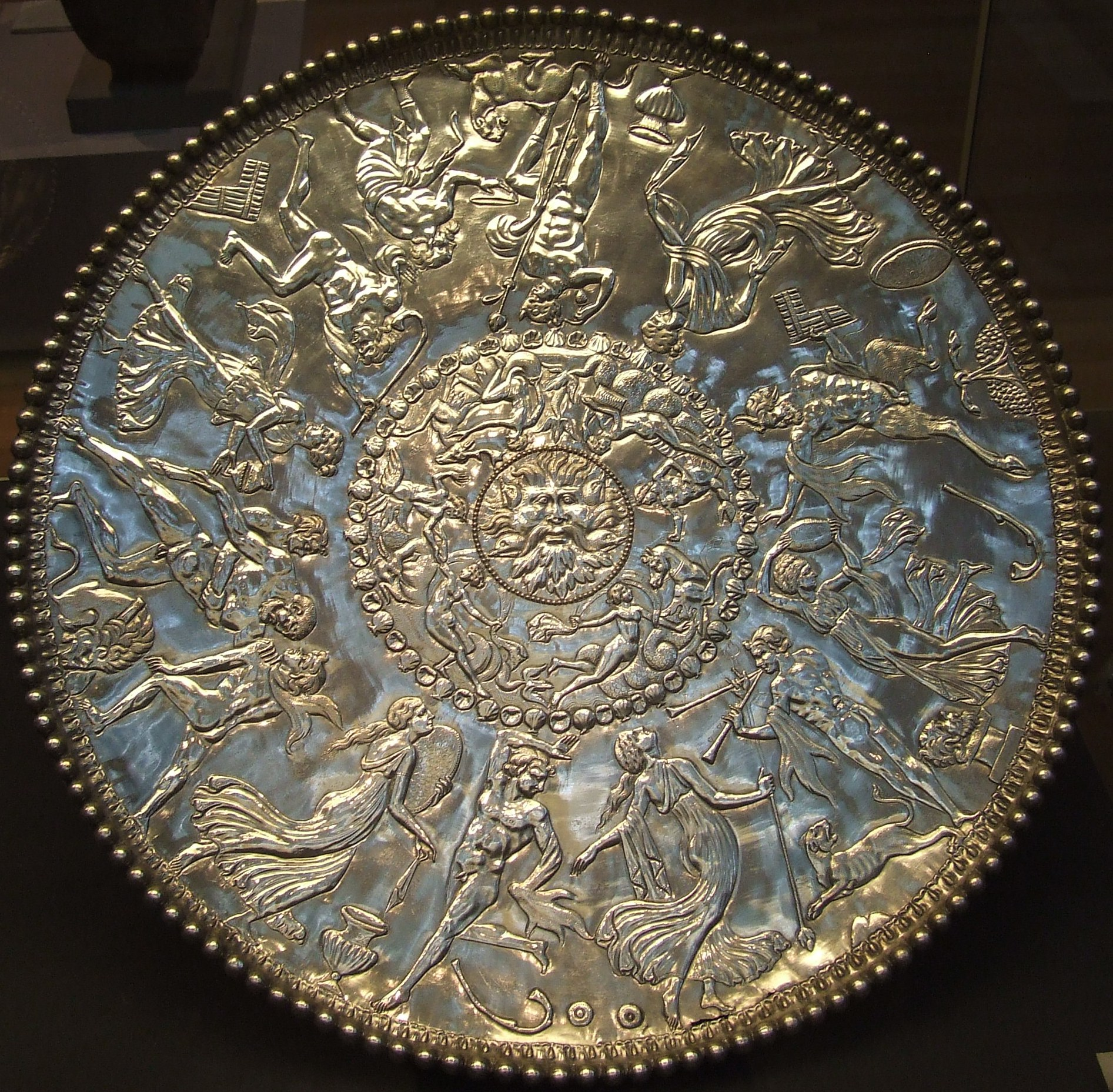
出自米尔登霍尔宝藏的四世纪“大盘”，霍克森宝藏中所缺少的大型银质餐具的一个例子，而一般认为窖藏主人也拥有此类东西

出土的宝藏中，很多都是出在350年至450年的这一个世纪，而且几乎都是出自罗马的边疆地区。这些宝藏各有不同，但很多都有霍克森宝藏所缺少的大型银质餐具，如盘子、壶、罐、碗和杯子等，这些餐具多是光面的，但也有很多是装饰华丽的。萨福克郡的米尔登霍尔宝藏中放有三十件四世纪末的银质餐具，很多体型硕大而且纹饰华美，例如“大盘”。剑桥郡的沃特牛顿宝藏要小一点，但它是最早带有明确的基督教性质的宝藏，明显曾属于一个教堂；各种藏品中可能包括一些是英国制作的。这两个同样出土于东盎格利亚大型宝藏也出自于四世纪末，而且同样收藏于大英博物馆。奥古斯塔劳力卡遗址的凯泽劳斯特宝藏中有257件文物。罗马的埃斯奎利诺宝藏显然来自四世纪末的一个富裕的罗马家庭，有包括“Casket of Projecta”在内的很多大型文物。
米尔登霍尔、凯泽劳斯特和埃斯奎利诺宝藏都有许多大型餐具，而像在塞特福德和博兰发现的几乎都是硬币、首饰和小型餐具的宝藏可能是异教徒的还愿祭品。苏格兰特拉勃莱因劳的一个宝藏中所含有的切割、折叠的银片则说明它仅由其金属本身来体现价值的，可能是抢劫的战利品。

### 当地情况
发现宝藏的霍克森村坐落在东盎格利亚的萨福克郡。霍克森虽然不大，但曾有一个罗马贵族庄园，在霍克森西北3.2千米的斯科尔有一个地处两条罗马古道交汇处的1世纪到4世纪的罗马居民点。一条是从温塔爱西尼拉姆（凯斯托圣埃德蒙）到卡姆罗多努（科尔切斯特）和伦蒂尼恩（罗马）的派伊古道（今A140路）。
1994年的发掘表明发现宝藏的田地在青铜时代早期就已经被清理出来用作农耕和居住了。发现点附近的一些居民活动发生于公元前一千年的上半叶，但附近并没有罗马建筑的痕迹。发现宝藏的这片地在古罗马初期可能也是用来耕种的，但附近四世纪硬币的缺失则表明后来它可能曾被用作牧场或恢复成林地。
霍克森宝藏并不是该地区发现的唯一的罗马窖藏。1781年，几个工人在斯科尔南方4.8千米的艾镇克林特农场（Clint Farm）的河边挖出了一个盒子。盒子中有罗马皇帝瓦伦斯、瓦伦丁尼安一世、格拉提安、瓦伦丁尼安二世、阿卡狄奧斯和霍诺里乌斯年间的大约600枚罗马金币。虽然艾镇宝藏是在不列颠发现的最大的罗马金币宝藏，但这些硬币已流散而无法轻易分辨出来了。因此艾镇宝藏和霍克森宝藏距离虽近，但之间的关系已无从知晓。
霍克森宝藏发现后不久，就有猜测勺子上刻着的名字“Faustinus”可能就是《安敦宁游记》中记载的“乌斯蒂尼庄园”（Villa Faustini）。乌斯蒂尼庄园的具体位置是未知的，但由于它是科尔切斯特之后的第一站，所以它应该就在派伊古道上，一个最可能的地点就是几英里外的霍克森村。这种早期推论已经被否定了，因为“Faustinus”是当时的一个常见名字，而且只出現在宝藏中的一把勺子上。此外，用宝藏中个别物品上的铭文来确定整个宝藏的所有者的逻辑是有缺陷的。因为宝藏中硬币的年份大多在394年至405年之间，所以也有推测认为它属于一个在368年至369年间跟随狄奥多西乌斯伯爵来到不列颠，在407年又随君士坦丁三世离开的一个军人家庭。

## 收购、展出和影响

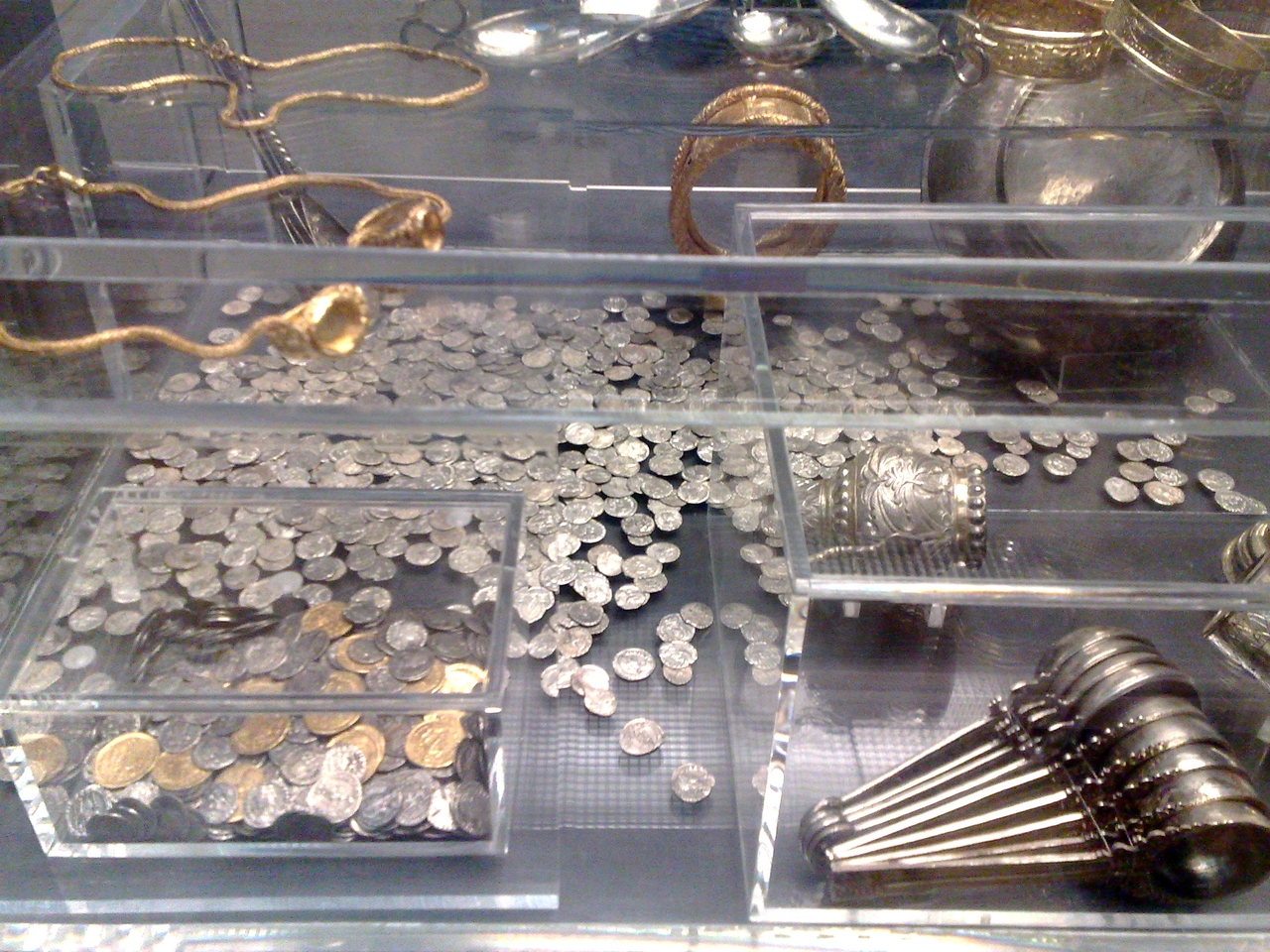
箱内文物布局的复原，49室常设展出

大英博物馆在1994年4月获得了这个宝藏。由于博物馆当时的整个购买基金仅有140万英镑，因此不得不在国家遗产纪念基金会、国家艺术藏品基金会（今艺术基金会）和盖蒂信托等捐助者的帮助下收购该宝藏。在这些捐助者的帮助下，博物馆筹得了收购所需的175万英镑。
大英博物馆得到该宝藏后，其文物的展出就几乎没有停过。而且早在1993年9月，就曾为回应公众关注而在大英博物馆展出过部分文物。1994年至1995年，宝藏中的很多文物在伊普斯威奇博物馆展出。1997年后，多数重要文物都在大英博物馆的新设的一间更大的罗马不列颠展厅（即49室）中常设展出，它们与几乎同时期的塞特福特宝藏在一起，与米尔登霍尔宝藏相邻，米尔登霍尔宝藏中有着霍克森宝藏缺少的大型银器类型。在2003年英格兰和威尔士五座城市的巡回展览《宝藏：发现我们的过去》中展出了很多霍克森宝藏的文物。为了这次巡回展览制作了一个有机玻璃复原模型，用来展示不同文物在箱盒中的分布，后来这个模型与文物一道成了伦敦常设展览的一部分。
霍克森宝藏中所有硬币的全面研究成果由皮特·格斯特在2005年出版，其他种类的由凯瑟琳·约翰在2010年出版。在BBC电视台2003年电视纪录片《我们的十大宝藏》中，该宝藏位列第三，该片中有发现者埃里克·劳斯的影像。宝藏中的“皇后”胡椒罐被选为2010年《大英博物馆世界简史》100件文物中的第40件。
霍克森宝藏的发现和挖掘极大地加深了考古和金属探测之间的联系。劳斯的及时上报和几乎不受干扰的挖掘使专业发掘成为可能，这让考古学家们非常高兴。金属探测者们则注意到了劳斯的贡献受到了考古界的认可。1996年宝藏法案的颁布促使更多的宝藏被提供给考古学家，该法案使土地所有者获得了同发现者同样的权利。通过金属探测器发现霍克森宝藏的方式及其广泛的宣传，促进了宝藏相关的法律的修改。

## 注解
1. ↑  在挖掘时，皇后胡椒罐的形象与古典时代晚期青铜衡（秤砣）上的妇女形象相近。它们最初被错认为是“皇后”，近年来，由于不能准确的描述秤砣上的形象，“皇后”一词已经被舍弃了。虽然胡椒罐上的形象与其说是“皇后”，称“夫人”更确切一些，但尽管这个形象已经不被认为是皇后，“皇后胡椒罐”的名字却一直被广泛使用。[58][59]
2. ↑  凯瑟琳·约翰列出了三个类似的雕塑胡椒罐做比较，一个来自高卢的绍尔斯，一个来自普列文，最后一个可能来自黎巴嫩。[61]
3. ↑  其他香料的贸易证据还包括罗马时期的食谱和法律文书，《限制最高價格法》中提到了番红花、姜、白豆蔻和胡椒。该法令（ch 34.67）规定（长）胡椒的最高价格为每磅800迪纳厄斯（该法令中还规定黄金的最高价格为72000迪纳厄斯/磅）。相对比地是，老普林尼于公元77年至79年所著的《博物志》（bk 12.28-9）中给出的价格是，长胡椒每磅15迪纳厄斯，白胡椒每磅7迪纳厄斯，黑胡椒每磅4迪纳厄斯，其中的差异是在这几十年裡的通货膨胀所引起的。[64][65]
4. ↑  根据羅傑·湯姆林（Roger Tomlin）的铭文分析，和Johns 2010，第165–173, 263–264.頁的一份分析